# 아벨라르도 곤살레스
앙헬 아벨라르도 곤살레스 베르나르도(스페인어: Ángel Abelardo González Bernardo, 1944년 9월 3일, 아스투리아스 주 소트론디오 ~)는 흔히 줄여서 아벨라르도(스페인어: Abelardo)로 알려진 스페인의 전 축구 선수로, 현역 시절 골키퍼로 활약했다.

## 경력
아벨라르도는 우니온 데 엘 엔트레고와 랑그레오에서 축구를 시작했다. 1965년, 그는 발렌시아에 호세 마누엘 페수도의 대체자로 입단하였는데, 알프레도 디 스테파노가 사령탑에 취임하면서 본격적으로 주전이 되었다. 현역 무대 최고 정점을 찍었던 때는 트로페오 리카르도 사모라의 주인이 되었던 때로, 30경기에서 단 19골 만을 내주었고, 7경기 연속 무실점 경기를 치르며 라 리가 우승을 견인했던 때였다. 그는 이 활약에 힘입어 스페인 국가대표팀에 차출되었지만, 호세 앙헬 이리바르의 존재로 활약하지 못했다. 부상으로 기복이 이어지자 발렌시아는 1974년에 아벨라르도를 방출하였고, 스포르팅 히혼에서 2년을 더 보냈다.
은퇴 후, 그는 발렌시아로 복귀해 정착하였고, 오랫 동안 발렌시아의 골키퍼 코치를 역임했다.

## 수상
발렌시아
- 라 리가: 1970-71
- 코파 델 헤네랄리시모: 1966-67

개인
- 트로페오 리카르도 사모라: 1970-71